# Sant Esteve de Tredòs
Sant Esteve de Tredòs és una església amb elements romànics i gòtics de Tredòs al municipi de Naut Aran (Vall d'Aran) inclosa a l'Inventari del Patrimoni Arquitectònic de Catalunya.

## Descripció
L'església és de planta rectangular, amb una nau i coberta de fusta a dues vessants, sense contraforts. La porta d'accés al mur nord, adovellada i carreus blaus de marbre.
De l'època més primitiva conserva un original campanar; torre rematada per una doble obertura amb arcs ultrapassats.
Conserva un retaule que barreja la pintura i l'escultura, de dos èpoques diferents (segle XII i segle XVII). La imatge de l'àngel, possiblement Sant Miquel, és romànica.